# Christian Jacob (historien)
Pour les articles homonymes, voir Christian Jacob (homonymie) et Jacob (homonymie).
Christian Jacob est un historien français né le 3 août 1955.

## Biographie
Ancien élève de l'École normale supérieure (promotion 1976), agrégé de lettres classiques, Christian Jacob est directeur de recherche au CNRS et directeur d'études à l'EHESS. Il est également membre de l'UMR Anhima, Anthropologie et histoire des Mondes antiques, et a dirigé le projet éditorial des Lieux de Savoir,. Ses recherches ont d'abord porté sur l'histoire de la géographie et de la cartographie antiques, sur l'histoire des pratiques lettrées en Grèce à l'époque hellénistique et impériale, en particulier en lien avec la bibliothèque du Musée d'Alexandrie. 
À partir du milieu des années 1990, son travail a pris une dimension comparative en portant sur l'histoire des pratiques savantes liées à l'écriture et à la lecture, puis en s'orientant vers une approche interdisciplinaire des pratiques, des traditions, des lieux de savoir, au carrefour de l'anthropologie et de l'histoire des sciences et des savoirs.
Animant différents réseaux de recherche internationaux, Christian Jacob a coordonné des publications collectives comme les deux volumes Des Alexandries (Bibliothèque nationale de France, 2001 et 2003), et les deux volumes des Lieux de savoir, Espaces et communautés et Les mains de l'intellect (Albin Michel, 2007 et 2011). Ces publications ont  contribué au « tournant spatial », au « tournant matérialiste » et au tournant « pratique » dans le champ de l'histoire et de l'anthropologie des savoirs, entendus au sens large (sciences, humanités, arts, techniques, spiritualité), et dans une perspective comparatiste et interdisciplinaire privilégiant la confrontation des études de cas pour nourrir une réflexion fondamentale sur les opérations et les dynamiques savantes.
Depuis 2018, Christian Jacob anime le projet Savoirs, une « bibliothèque numérique intelligente » vouée à l'histoire et à l'anthropologie des savoirs, développé par l'EHESS avec différents partenariats, qui vise à proposer un ensemble évolutif de textes en accès ouvert, que les lecteurs pourront parcourir grâce à différents outils de requêtes, en croisant des critères conceptuels, géographiques et chronologiques. La bibliothèque Savoirs, mise en ligne à l'automne 2021, comprend notamment les 120 textes des Lieux de savoir sous forme numérique et en libre accès. 

## Publications
- Géographie et ethnographie en Grèce ancienne, Paris, Armand Colin, 1991 ; 2e édition 2017, 256 p.
- L'empire des cartes : approche théorique de la cartographie à travers l'histoire, Paris, Albin, 1992, 537 p. (ISBN 2-226-06083-9).
- (Dir. avec Marc Baratin), Le pouvoir des bibliothèques - La mémoire des livres en Occident, Paris, Albin Michel, 1996, 344 p.
- (Dir., avec Luce Giard) Des Alexandries I - Du livre au texte, Paris, Bibliothèque nationale de France, 2001, 496 p.
- (Dir.) Des Alexandries II - Les métamorphoses du lecteur, Paris, Bibliothèque nationale de France, 2003, 308 p.
- Henri-Jean Martin, Les Métamorphoses du livre - Entretiens avec Jean-Marc Chatelain et Christian Jacob, Paris, Albin Michel, 2004, 304 p.
- The Sovereign Map - Theoretical Approaches in Cartography thoughout History, Chicago, University of Chicago Press, 2006, 464 p.
- (Dir.) Lieux de savoir 1 - Espaces et communautés, Paris, Albin Michel, 2007, 1277 p.
- (Dir.) Lieux de savoir 2 - Les mains de l'intellect, Paris, Albin Michel, 2011, 992 p.
- The Web of Athenaeus, Harvard University Press, 2013, 200 p.
- Qu'est-ce qu'un lieu de savoir ?, OpenEdition Press, 2014, 126 p. (en open access : https://books.openedition.org/oep/423?lang=fr).
- Des mondes lettrés aux lieux de savoir, Paris, Les Belles Lettres, 2018, 468 p.
- Faut-il prendre les Deipnosophistes au sérieux ?, Paris, Les Belles Lettres, 2020, 300 p.